# قاعدة عتليت البحرية

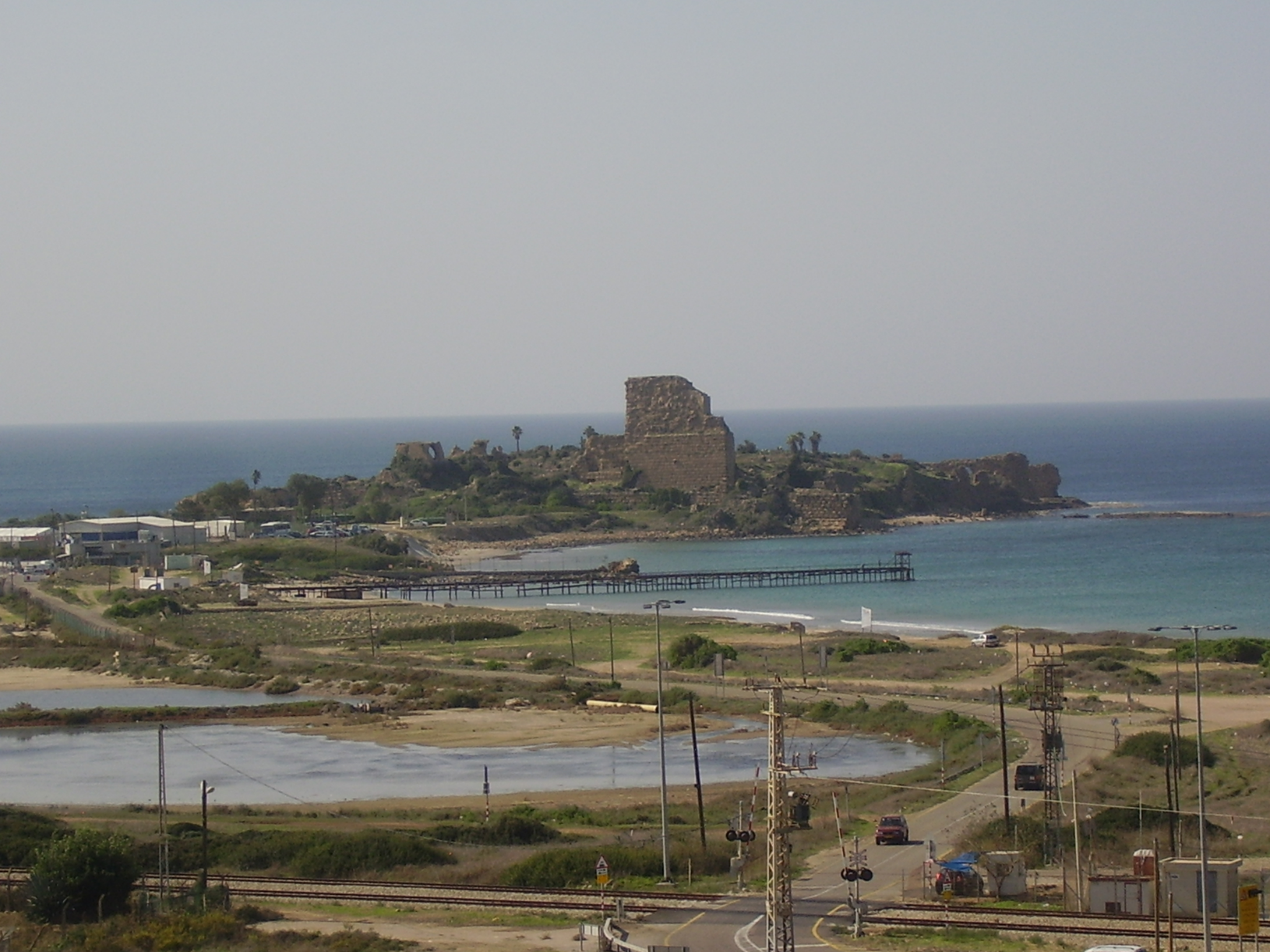
قلعة عتليت والمنطقة المحيطة بها

قاعدة عتليت البحرية (بالعبرية: בסיס עתלית) هي قاعدة عسكرية تابعة لسلاح البحرية الإسرائيلي. تقع على ساحل البحر المتوسط جنوب حيفا، وهي المقر الدائم لوحدة الكوماندوز البحرية شايطيت 13. تقع ضمن حدود القاعدة قلعة عتليت الصليبية التاريخية.
في سنة 2010 قام رئيس الوزراء الإسرائيلي بنيامين نتنياهو بزيارة القاعدة لتكريم جنود الكوماندوز البحري الذين شاركوا في الهجوم على أسطول الحرية المتجه إلى غزة في فجر 31 مايو 2010.